# Guldbagge 1998
La 33ª edizione del Premio Guldbagge si è svolta a Stoccolma il 9 febbraio 1998. 

## Vincitori
Vengono di seguito indicati in grassetto i vincitori. Ove ricorrente e disponibile, viene indicato il titolo in lingua italiana e quello in lingua originale tra parentesi.
Miglior film
- Tic Tac, regia di Daniel Alfredson
  - Adam & Eva, regia di Måns Herngren e Hannes Holm
  - Spring för livet, regia di Richard Hobert

Miglior regista
- Daniel Alfredson - Tic Tac
  - Måns Herngren e Hannes Holm - Adam & Eva
  - Christina Olofson - Sanning eller konsekvens

Miglior attrice
- Johanna Sällström - Under ytan
  - Camilla Lundén - Spring för livet
  - Lena Endre - Spring för livet

Miglior attore
- Göran Stangertz - Spring för livet
  - Björn Kjellman - Adam & Eva
  - Jakob Eklund - Spring för livet

Miglior attrice non protagonista
- Tintin Anderzon - Adam & Eva
  - Gerd Hegnell - Rika barn leka bäst
  - Lena Endre - Svenska hjältar

Miglior attore non protagonista
- Emil Forselius - Tic Tac
  - Jacob Ericksson - Adam & Eva
  - Krister Henriksson - Slutspel

Migliore sceneggiatura
- Annika Thor - Sanning eller konsekvens
  - Hannes Holm e Måns Herngren - Adam & Eva
  - Hans Renhäll - Tic Tac

Migliore fotografia
- Jens Fischer - Under ytan
  - Esa Vuorinen - Svenska hjältar
  - Per Källberg - Jag är din krigare

Miglior film straniero
- Tempesta di ghiaccio (The Ice Storm), regia di Ang Lee
  - Grazie, signora Thatcher (Brassed Off), regia di Mark Herman
  - La Promesse, regia di Jean-Pierre e Luc Dardenne

Premio per il contributo creativo
- Stefan Nilsson

Premio Ingmar Bergman
- Agneta Fagerström-Olsson